# Andasta semiargentea
Andasta semiargentea är en spindelart som beskrevs av Simon 1895. Andasta semiargentea ingår i släktet Andasta och familjen strålspindlar.
Artens utbredningsområde är Sri Lanka. Inga underarter finns listade i Catalogue of Life.